# Baltra
Baltra (ook wel South Seymour) is een van de kleinere Galápagoseilanden; het ligt 1 km ten noorden van het hoofdeiland Santa Cruz, gescheiden door een smalle zee-engte. Het is 21 km² groot. Het eiland kent geen permanente bewoning.
Baltra is vlak, want geologisch gezien is het een door seismische activiteit opgeheven en met lava overdekte zeebodem.

## Geschiedenis
In 1942 stichtten de Amerikaanse overheid een militair steunpunt op het eiland, om de zuidelijke ingang van het Panamakanaal te beschermen. Er kwamen startbanen en kazernes voor ongeveer 1000 militairen. Na de Tweede Wereldoorlog werd het geheel overgedragen aan de regering van Ecuador. De basis werd toen grotendeels afgebroken. Sinds 1963 wordt het vliegveld gebruikt voor de burgerluchtvaart. In 2007 werd het een echte commerciële luchthaven met winkels en restaurants (IATA-code GPS). De meeste toeristen arriveren via dit vliegveld en worden vandaar naar cruiseschepen gebracht of naar het hoofdeiland Santa Cruz. In 2014 bezochten meer dan 215.000 toeristen het Nationale Park. Op het eiland zijn geen bijzondere plaatsen die voor toeristen de moeite waard zijn om te bezoeken.

## Fauna
Het zanderige eilandje Mosquera tussen Baltra en Seymour Norte wordt wel bezocht omdat het een van de beste plekken is om de galapagoszeeleeuwen, lavameeuwen en de rode krabben (Grapsus grapsus) te zien.
Op Baltra kwam tot 1954 een grote populatie voor van de galapagoslandleguaan (Conolophus subcristatus, niet te verwarren met de zeeleguaan). Door de introductie van geiten, katten en honden stierf de populatie daar uit. Om dit te voorkomen werden al in de jaren 1930 tientallen dieren overgebracht naar Seymour Norte, waar de landleguaan oorspronkelijk niet voorkwam.In 1980 werden ook dieren gekweekt in een speciaal centrum op Santa Cruz. In 1991 werd de galapagoslandleguaan opnieuw geïntroduceerd op Baltra.

## Vliegveld
Het nieuwe vliegveld Aeropuerto Seymour op het eiland Baltra is volledig energieneutraal, er wordt voor 100% in de energiebehoefte voorzien door zonne- en windenergie. Het gebouw is voor 80% opgebouwd uit materiaal van het oude vliegveld. Op deze manier wordt balans gecreëerd tussen het groeiende toerisme en het milieu.

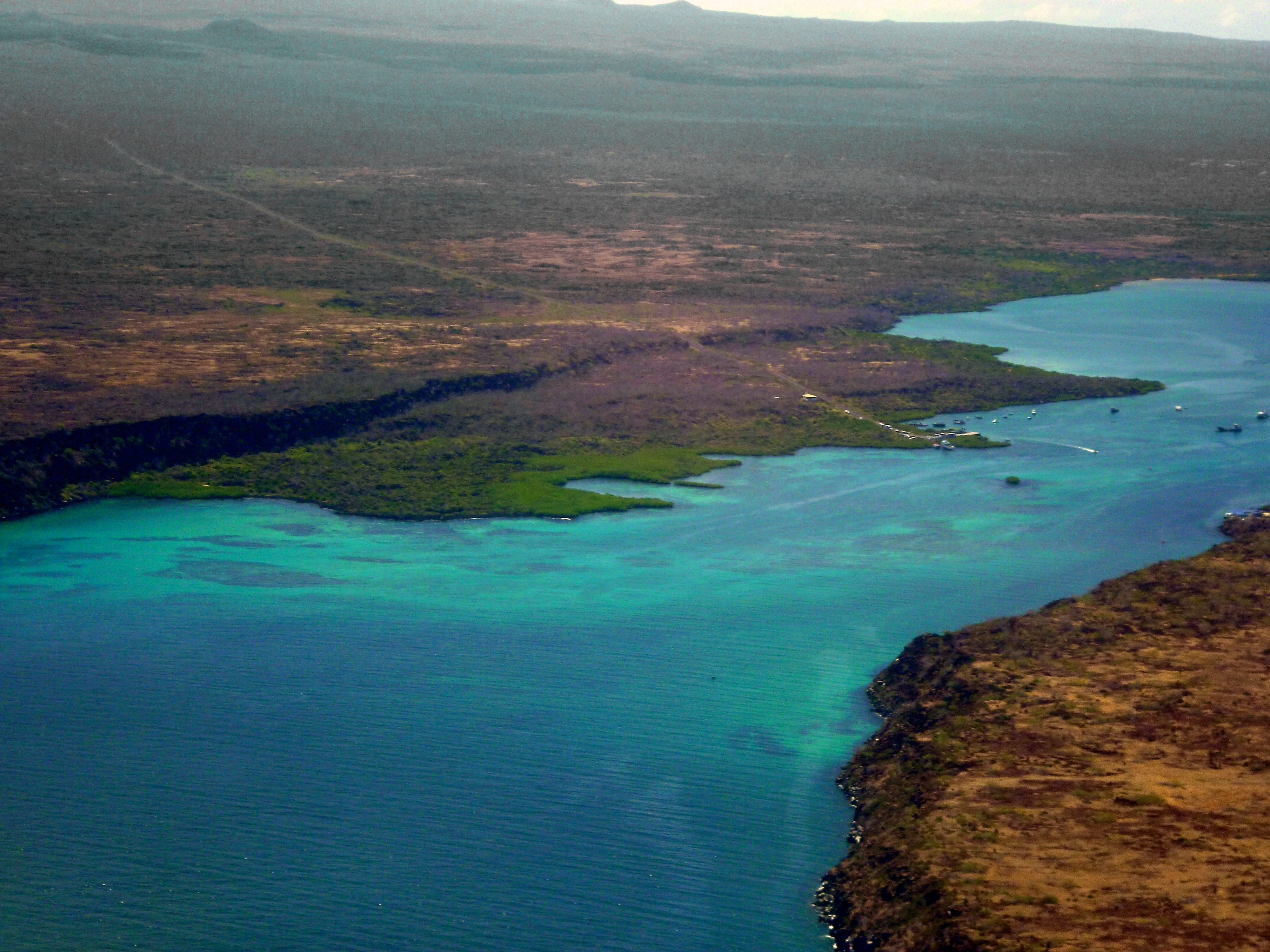
De zee-engte tussen Santa Cruz en Baltra gezien vanuit een vliegtuig dat opstijgt van Baltra